# العلاقات الأردنية الكوبية
العلاقات الأردنية الكوبية هي العلاقات الثنائية التي تجمع بين الأردن وكوبا.

## مقارنة بين البلدين
هذه مقارنة عامة ومرجعية للدولتين:
| وجه المقارنة                                              | الأردن                   | كوبا                              |
| --------------------------------------------------------- | ------------------------ | --------------------------------- |
| المساحة (كم2)                                             | 89.34 ألف                | 109.88 ألف                        |
| عدد السكان (نسمة)                                         | 9.81 مليون               | 11.48 مليون                       |
| الكثافة السكانية (ن./كم²)                                 | 109.81                   | 104.48                            |
| العاصمة                                                   | عمان                     | هافانا                            |
| اللغة الرسمية                                             | اللغة العربية            | اللغة الإسبانية                   |
| العملة                                                    | دينار أردني              | بيزو كوبي، بيزو كوبي قابل للتحويل |
| الناتج المحلي الإجمالي (بليون دولار)                      | 40.07 مليار              | 87.13 مليار                       |
| الناتج المحلي الإجمالي (تعادل القوة الشرائية) بليون دولار | 82.80 مليار              |                                   |
| الناتج المحلي الإجمالي الاسمي للفرد دولار أمريكي          | 4.94 ألف                 |                                   |
| الناتج المحلي الإجمالي للفرد دولار أمريكي                 | 12.05 ألف                |                                   |
| مؤشر التنمية البشرية                                      | 0.748                    | 0.769                             |
| رمز المكالمات الدولي                                      | +962                     | +53                               |
| رمز الإنترنت                                              | .jo                      | .cu                               |
| المنطقة الزمنية                                           | ت ع م+02:00، ت ع م+03:00 | 00                                |

## منظمات دولية مشتركة
يشترك البلدان في عضوية مجموعة من المنظمات الدولية، منها:
| علم المنظمة | اسم المنظمة                   | تاريخ انضمام الأردن | تاريخ انضمام كوبا |
| ----------- | ----------------------------- | ------------------- | ----------------- |
|             | يونسكو                        | 14 يونيو 1950       | 29 أغسطس 1947     |
|             | الاتحاد البريدي العالمي       | ?                   | ?                 |
|             | منظمة الشرطة الجنائية الدولية | ?                   | ?                 |
|             | الأمم المتحدة                 | 14 ديسمبر 1955      | 24 أكتوبر 1945    |
|             | الاتحاد الدولي للاتصالات      | 20 مايو 1947        | 16 يناير 1918     |
|             | منظمة حظر الأسلحة الكيميائية  | ?                   | ?                 |
|             | منظمة التجارة العالمية        | ?                   | ?                 |

## وصلات خارجية
- موقع وزارة الخارجية الأردنية
- موقع وزارة الخارجية الكوبية